# Sheela Gowda
Pour les articles homonymes, voir Sheela (homonymie).
Sheela Gowda (en kannada : ಶೀಲಾ ಗೌಡ ; née en 1957 à Bhadravati) est une artiste contemporaine indienne qui vit et travaille à Bangalore.
Gowda étudie la peinture à la Ken School of Art de Bangalore (Inde) (1979) puis étudie à l’université Visva-Bharati (Santiniketan, Inde) en 1982 et obtient une maîtrise en peinture du Royal College of Art de Londres en 1986. Gowda élargi sa pratique à la sculpture et à l'installation en utilisant une diversité de matériaux tels que les cheveux, la bouse de vache, l'encens et la poudre de kumkuma (pigment naturel le plus souvent disponible en rouge brillant). Elle est connue pour son travail « axé sur les processus », souvent inspiré par les expériences de travail quotidiennes de personnes marginalisées en Inde. Son travail est associé au   dessin postminimaliste des associations rituelles. Ses premières huiles avec des filles songeuses dans la nature ont été influencées par son mentor K. G. Subramanyan, et plus tard par Nalini Malani vers une direction quelque peu expressionniste illustrant un chaos de la classe moyenne et des tensions minimisées par un érotisme grossier.
Elle est lauréate du prix Maria Lassnig 2019.

## Sources
- Sheila Gowda, rebelle., Vedrenne, Elisabeth, Connaissance Des Arts, (724), 34. 6 mars 2014
- Singh, « Sheela Gowda. », Art Press Sarl, vol. 411, no 411,‎ mai 2014, p. 18 (lire en ligne)
- Vedrenne, « Sheila Gowda en révolte. [Rebellious Sheila Gowda.] », Connaissance des Arts, vol. 724, no 724,‎ 5 septembre 2014, p. 34 (lire en ligne)
- Sardesai, « The Biennale everyone liked. », proquest, vol. 17, no 4,‎ septembre 2013, p. 34–39 (lire en ligne)
- Morgan, « Material concern: the art of Sheela Gowda. », Artforum, vol. 51, no 9,‎ mai 2013, p. 302–309 (lire en ligne)
- Sandhu, « Kochi-Muziris Biennale. », Frieze, vol. 153, no 153,‎ mars 2013, p. 1–146 (lire en ligne)
- Kravagna, « Kochi-Muziris Biennale, Kochi, Kerala, Indien. [Kochi-Muziris Biennale, Kochi, Kerala, India.] », Springerin, vol. 19, no 2,‎ printemps 2013, p. 58–59 (lire en ligne)
- Jumabhoy, « Now, voyager. », Art India, vol. 17, no 3,‎ mars 2013, p. 32–43 (lire en ligne)
- Huber-Sigwart, « tween the lines: some thoughts on Sheela Gowda's works. », n.paradoxa, vol. 29, no 29,‎ 2012, p. 5–13 (lire en ligne)
- Jakimowicz, « Made for each other. », Art India, vol. 16, no 3,‎ septembre 2011, p. 36–39 (lire en ligne)
- Lequeux; Panchal, « L'Inde vu par les artistes indiens at français. [India, as seen by Indian and French artists.] », Beaux Arts Magazine, vol. 324, no 324,‎ juin 2011, p. 64–73 (lire en ligne)